# جین اتری
جین اتری (انگلیسی: Gene Autry؛ زاده ۲۹ سپتامبر ۱۹۰۷ درگذشته ۲ اکتبر ۱۹۹۸) یک موسیقی‌دان اهل ایالات متحده آمریکا بود. وی بین سال‌های ۱۹۳۱ تا ۱۹۶۴ میلادی فعالیت می‌کرد.
از فیلم‌ها یا برنامه‌های تلویزیونی که وی در آن نقش داشته است می‌توان به مزرعه ملودی اشاره کرد.